# Creste genitali

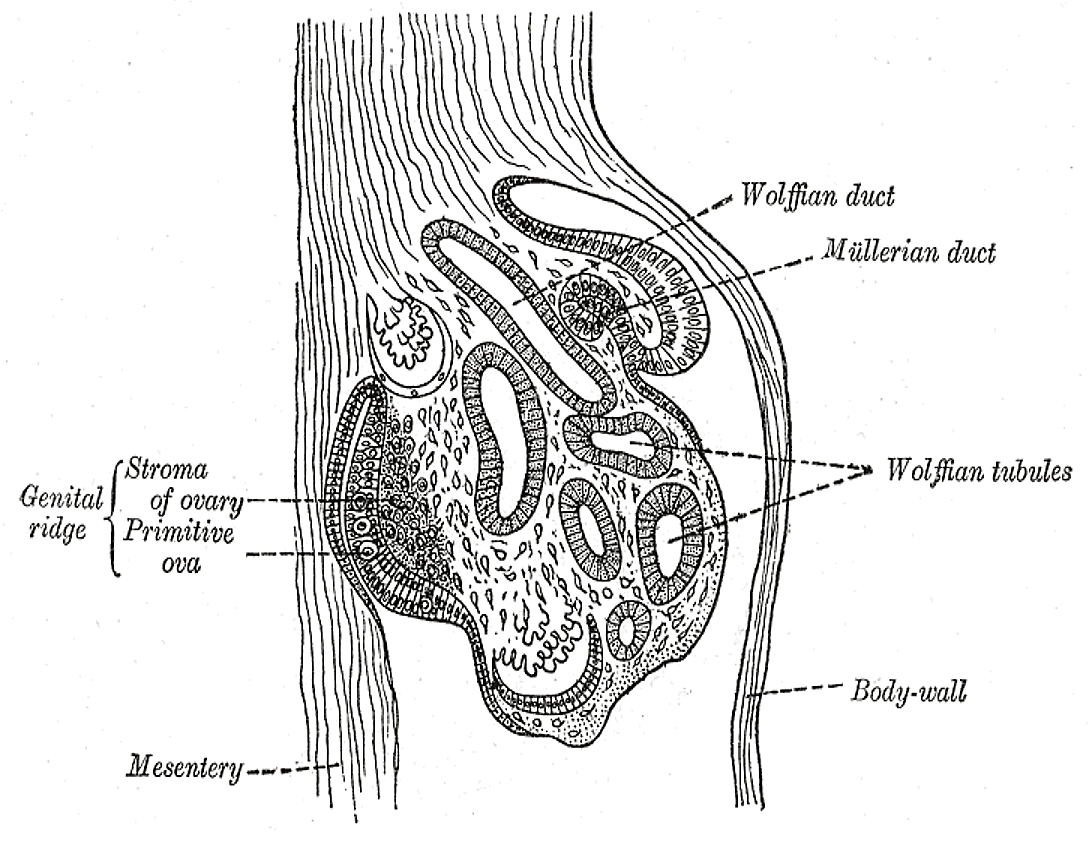
Sezione della piega nel mesonefro dell'embrione di un pulcino del quarto giorno. (marcato a sinistra come "Cresta genitale".)

In embriologia, la cresta gonadica (o cresta genitale) è il precursore delle gonadi. 

## Descrizione e origine
La cresta gonadica inizialmente è costituita principalmente da mesenchima e cellule di sottostante origine mesonefrica.
Si tratta infatti di un ispessimento longitudinale della splancnopleura, situato in una posizione dorsale, e formato dalla proliferazione dell'epitelio celomatico e dalla condensazione del sottostante mesenchima.
Le cellule genitali primordiali (dette anche protogoni), cellule voluminose, di forma sferoidale e dotate di un grosso nucleo eucromatico, migrano fino alle creste genitali e vi penetrano. Una volta avvenuta la penetrazione degli oogoni in questa zona, queste cellule tentano di associarsi a queste cellule somatiche.
Con il procedere dello sviluppo gli oogoni si circondano completamente di uno strato di cellule (pre-cellule della granulosa).
La cresta gonadica compare dopo circa cinque settimane, e dà origine ai cordoni sessuali.

## Differenziazione
Nella cresta genitale è possibile differenziare due zone morfologicamente differenti: una zona corticale ed una zona midollare.
Lo sviluppo di queste due zone differisce nel maschio e nella femmina.
Nel maschio i cordoni sessuali si formano soprattutto dalla proliferazione della midollare, mentre nella femmina prolifera soprattutto la corticale.
Se l'embrione è geneticamente maschile, per l'influenza esercitata da una regione del cromosoma Y (gene SRY), i cordoni sessuali continuano a proliferare, si approfondiscono nella midollare e danno luogo ai cordoni testicolari.
Se invece l'embrione è geneticamente femminile, i cordoni sessuali si suddividono in una serie di ammassi cellulari contenenti cellule germinali primordiali.
La formazione e la differenziazione delle gonadi dipendono da interazioni finemente controllate tra le cellule germinali e diversi tipi di cellule somatiche.

## Geni associati con la cresta genitale
I geni associati con lo sviluppo della gonade possono essere suddivisi in quelli che formano la gonade sessualmente indifferente, quelli che determinano se la gonade indifferente si differenzierà come maschio o femmina, e quelli che promuovono la differenziazione in parti maschili o femminili.
I geni che formano la gonade sessualmente indifferenti sono SF1 e WT1.

I geni che determinano il sesso sono invece Sry, Sox9 e DAX1.

I geni che guidano la differenziazione in strutture maschili o femminili sono SF1, WT1, e Wnt-4.

Sry sembra essere l'unico gene che viene espresso solamente nel corso dello sviluppo della gonade.
Gli altri geni hanno un ruolo nello sviluppo e non sono esclusivamente legati al sesso.

### DMRT1
L'evidenza suggerisce che uno specificio dominio genico, DMRT1, è coinvolto nello sviluppo sessuale.
Questo gene è localizzato sul cromosoma 9. La sua posizione suggerisce che è necessario per lo sviluppo del testicolo.
Nell'uomo soggetti XY emizigoti per il cromosoma 9p, dove è localizzato DMRT1, sono spesso femminilizzati. 
Questa femminilizzazione può variare dalla presenza di genitali ambigui a XY sex reversal.
Il Dmrt1 omologo nel pollo è stato localizzato sul cromosoma Z. 
Gli uccelli presentano femmine eterogametiche (ZW) e maschi omogametici (ZZ).
Il cromosoma Z aviario è considerato in sintenia (ovvero i geni ricorrono nello stesso ordine) con il cromosoma 9 degli esseri umani. 
Gli embrioni ZZ hanno una dose maggiore di Dmrt1 e quindi potenzialmente possono esprimerlo maggiormente.
È stato suggerito che gli embrioni con una più alta espressione di Dmrt1 si svilupperanno come maschi, mentre embrioni con una minore espressione sono portati ad uno sviluppo di tipo femminile.

Nel topo il primordio di gonade, la cresta genitale, che si forma dal mesoderma intermedio, diventa morfologicamente distinta nello stadio E10.5 giorni di gestazione. 
Dallo stadio E12, la differenziazione sessuale della gonade è evidente, indicando che i geni coinvolti nella formazione della gonade primordiale bipotente vengono espressi prima di E10.5 ed E12. 
Prima dello stadio E10.5, Dmrt1 è espresso a livelli simili nelle creste genitali degli embrioni XX e di quelli XY.
Con lo stadio E12.5 ed E13.5, Dmrt1 è espresso in modo differente e cominciano a formarsi strutture di sesso specifico.
Con lo stadio E14.5 ed E15.5, l'espressione Dmrt1 è mantenuta nel testicolo, mentre inizia a diminuire nelle ovaie.

### Sry
Nei topi, le creste genitali accolgono la trascrizione per Sry, il gene collocato sul cromosoma Y e responsabile della determinazione del sesso nei mammiferi.

La cresta urogenitale è costituito dalle gonadi primordiali e dal mesonefro(il rene primitivo o corpo di Wolff). 
Il mesonefro è coinvolto nello sviluppo del testicolo, ma il suo ruolo è svolto nella fase di differenziazione, e non di determinazione. 
Ciò viene indicato chiaramente dall'assenza di espressione di Sry nelle mesonefro.
L'espressione Sry avviene esclusivamente nella gonade in fase di sviluppo, priva della presenza in qualsiasi altro tessuto in embrione o adulto.
La presenza di Sry nelle creste genitali comporta la formazione del testicolo guidando la differenziazione delle cellule di Sertoli in una cresta genitale primordiale bipotente.